# Parador de Alcalá de Henares
El Parador de Alcalá de Henares consta de dos edificios singulares con más de cuatrocientos años de historia. La "Hostería del Estudiante" fundada en 1929 sobre el antiguo Colegio Menor de San Jerónimo o Trilingüe. Y el edificio nuevo, inaugurado oficialmente el 23 de julio de 2009, ocupa tres parcelas de los planos originales del siglo XVI. En la parcela n.º 14, estuvo el Colegio de Mercedarios Calzados, en la zona del actual jardín tallado. La callejuela del Pozo le separaba del Colegio de San Basilio. En la parcela 15 estuvo el Colegio de Caballeros Manriques y corresponde aproximadamente a la entrada y vestíbulo del parador. En la parcela 16, se fundó el Colegio de Dominicos de Santo Tomás de Aquino.

## Historia
A lo largo de 1802 hay distintas posiciones gubernamentales referidas al establecimiento de unidades militares en Alcalá. Una de ellas se refería a la formación de una nueva unidad: el Real Cuerpo de Zapadores-Minadores, para cuyo acuartelamiento se disponía el edificio de la Compañía de Jesús. 
Se procedió al reconocimiento de los Colegios de Aragón y León para comprobar si eran capaces de acuartelar el Regimiento, pero el dictamen fue negativo, fundamentalmente por estar separados el uno del otro. El único capaz sería el Colegio de San Basilio, aunque al ser ligeramente más pequeño que el de los Jesuitas necesitaría aumentarse con los edificios de la Merced Calzada y del Colegio de los Manriques.
Ante este informe se decidió que la ocupación de los edificios se hiciera efectiva, buscando, en primer lugar, acomodo para las tres comunidades que iban a ser desalojadas de sus casas. El Colegio de los Manriques fue trasladado al antiguo Colegio de los Manchegos. Más problemático fue el traslado de las dos comunidades de religiosos que, finalmente, se decidió fuera en el antiguo Colegio de Aragón para los Mercedarios y en el de León para los Basilios.
Mientras tanto, una vez más, cambió la política de acuartelamientos y reforma de unidades militares del Gobierno, ordenando la permanencia del Regimiento de Zapadores en el colegio de jesuitas y destinando el conjunto del bloque que componían los edificios de Basilios, Mercedarios y Manriques para la instalación de una academia para el Cuerpo de Ingenieros, que empezaría a funcionar en 1803.
Durante la  Guerra de la Independencia, los franceses se hicieron fuertes alrededor del palacio arzobispal, abandonando el resto de edificios que habían servido como cuarteles a las tropas españolas. Este abandono supuso el saqueo sistemático de su mobiliario y de los elementos arquitectónicos aprovechables por la necesitada población civil. Tras el regreso del ejército español hubo que derribar el convento de los Mercedarios Calzados, por los daños estructurales que había sufrido.
En 1824 se aloja en Alcalá la Guardia Real. El gran contingente de personal de la misma les lleva a ocupar el Colegio de los Manriques y durante su estancia en la ciudad hasta 1826 actuarán como fuerzas de orden público.
Siguiendo con la reforma y reorganización del ejército, en 1829 se aprobó el plan de estudios de los alumnos de Artillería, designándose Alcalá para sede de la Academia del Arma. El primer edificio que se ocupa es el de Manriques y el vecino solar del antiguo convento de Mercedarios, ya que habían continuado perteneciendo al Estado.
Tras la guerra carlista y la exclaustración,  aprovechando que tanto los edificios religiosos como los universitarios se hallaban vacíos, no hubo problema para encontrar acomodo para las tropas que Espartero había traído para la defensa de Madrid. Pero ante el enorme número de edificios de grandes dimensiones, capaces para la Caballería, el pequeño Colegio de los Manriques se consideró innecesario para el Ejército, por lo que se entregó a la Dirección General de Arbitrios de Amortización, lo que desgraciadamente significaría la pérdida del edificio.
Por Real Orden de 7 de febrero de 1839, la Hacienda pública, propietaria de los conventos desamortizados, cedía al Arma de Caballería los conventos de San Diego, San Bernardo, Carmen Calzado, Jesuitas, Basilios, y la Merced, a los que posteriormente se añadirían los de la Victoria, Clérigos menores, Carmen descalzo, Trinidad descalza y Santo Tomás. Alcalá se convirtió a partir de 1840, finalizada la guerra carlista, en una importante sede de Caballería, contando entre otros con el Colegio de Santo Tomás, para una capacidad de 100-150 hombres y 231 caballos.
Sin embargo, la evolución del Arma de Caballería y del propio Ejército, sumadas a la guerra de África y el costo de mantenimiento de tan gran número de edificios, supusieron un cambio en las necesidades logísticas que se plasmó en la devolución a Hacienda de alguno de ellos, con los consiguientes nuevos usos:
Santo Tomás, se modificó para cárcel de hombres, empezando a funcionar en mayo de 1852, en principio para 500 individuos, aunque pronto las necesidades obligaron a llegar a la cifra de 1000.

## Hostería del Estudiante

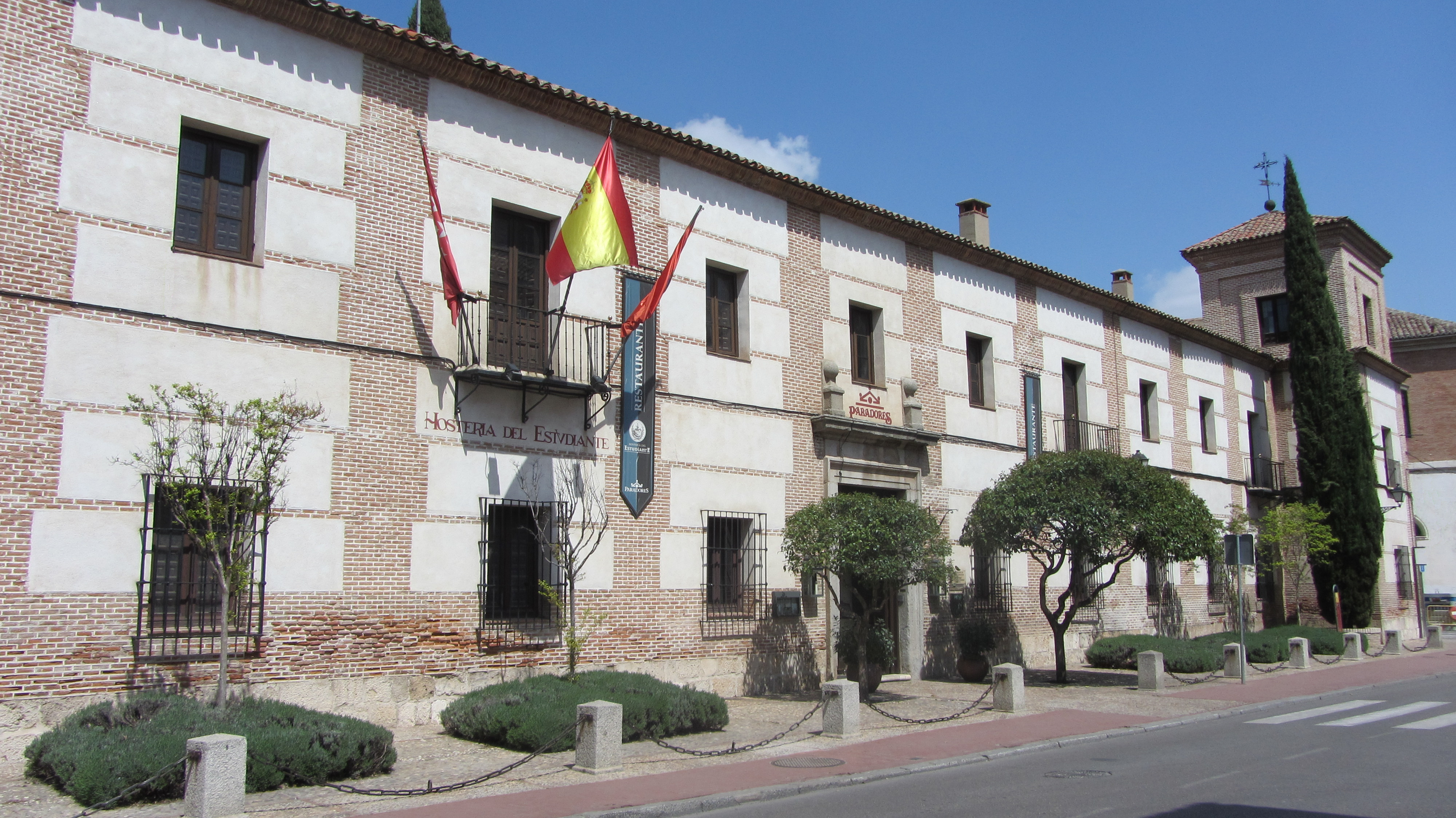
Fachada de la Hostería del Estudiante.

Fue el segundo Parador de Turismo, inaugurado el 28 de mayo de 1930. Ocupa dos alas del antiguo Colegio Menor de San Jerónimo o "Trilingüe" del siglo XVI, obra de Pedro de Cotera. Actualmente es un restaurante de comida regional con toques actuales, decorado con mobiliario tradicional típico castellano.
La "Manzana Fundacional Cisneriana de la Universidad de Alcalá" desde el 12 de marzo de 2019 es un Bien de Interés Cultural, en la categoría de monumento, por ser un conjunto de edificios con un gran valor histórico, arquitectónico y artístico; entre los que se incluye el Colegio Menor de San Jerónimo, su patio Trilingüe y el Paraninfo Universitario.

## Proyecto de recuperación
El Parador de Turismo de Alcalá de Henares es el resultado del proyecto de recuperación del antiguo convento fundado por el deán Don Carlos de Mendoza, un inmueble de alto valor arquitectónico, construido de ladrillo visto sobre zócalo de sillería de piedra, y su adecuación como alojamiento hotelero. Una zona construida de 21.000 m², además de una superficie ajardinada de 8.997 m², donde la vanguardia y la historia se funden con lenguajes de diferentes épocas, integrados con la filosofía de la antigua vida monacal.
A una cota inferior de la marcada por la cerca del convento, para evitar desviar la atención sobre el edificio principal y no alterar la construcción existente, se sumergen bajo un gran jardín las habitaciones de nueva construcción, que a modo de huerto monacal propicia el especial protagonismo de la zona claustral del recinto.
El Parador de Alcalá dispone en total de 128 habitaciones. Bajo el jardín tallado y en dos plantas se agrupan 98 habitaciones, con vistas a distintos patios ornamentales. Otras 21 habitaciones se ubican en los antiguos talleres del siglo XIX, a modo de mirador sobre el jardín tallado. Y las restantes 9 habitaciones se distribuyen en torno al claustro.

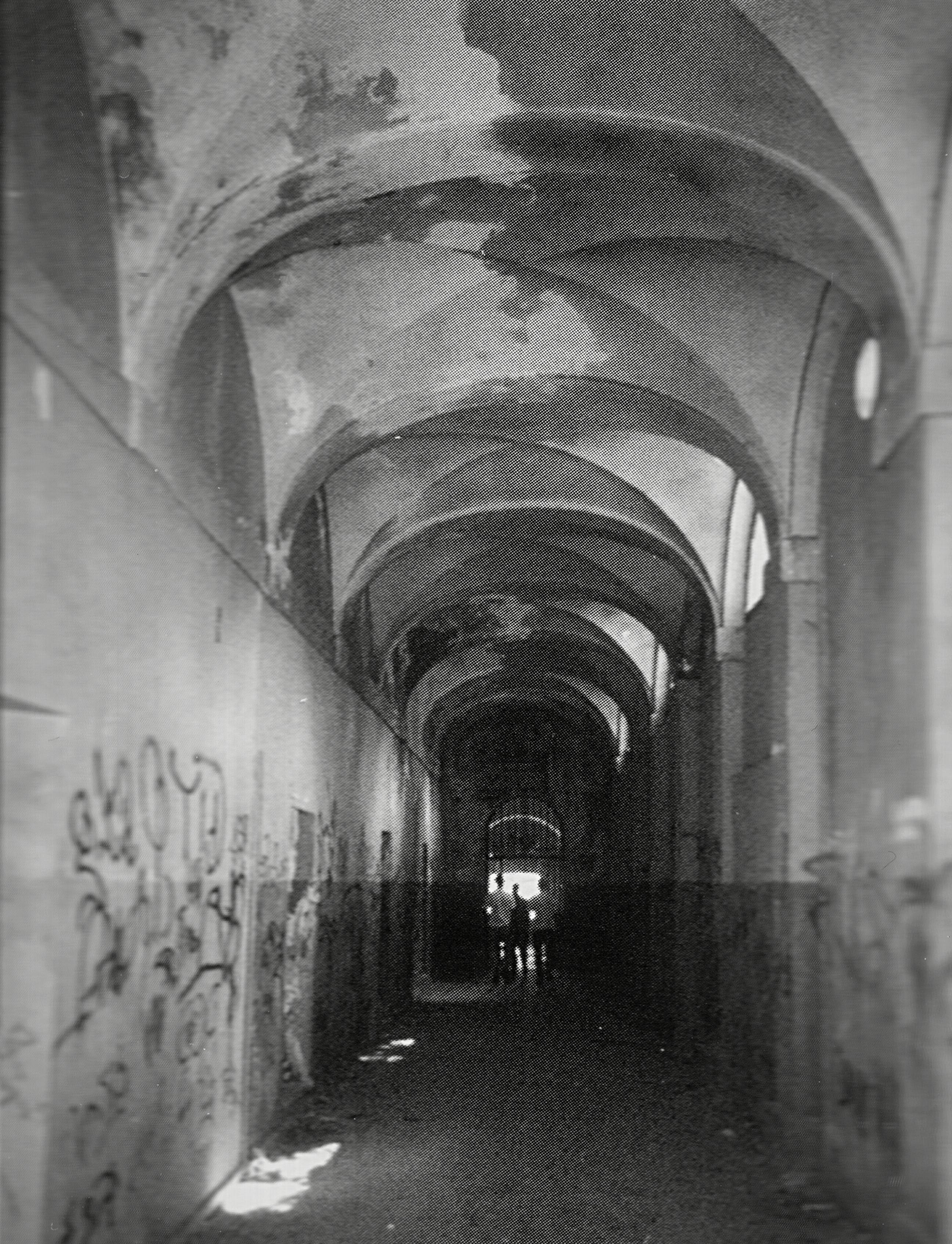
Galería de planta baja del claustro.
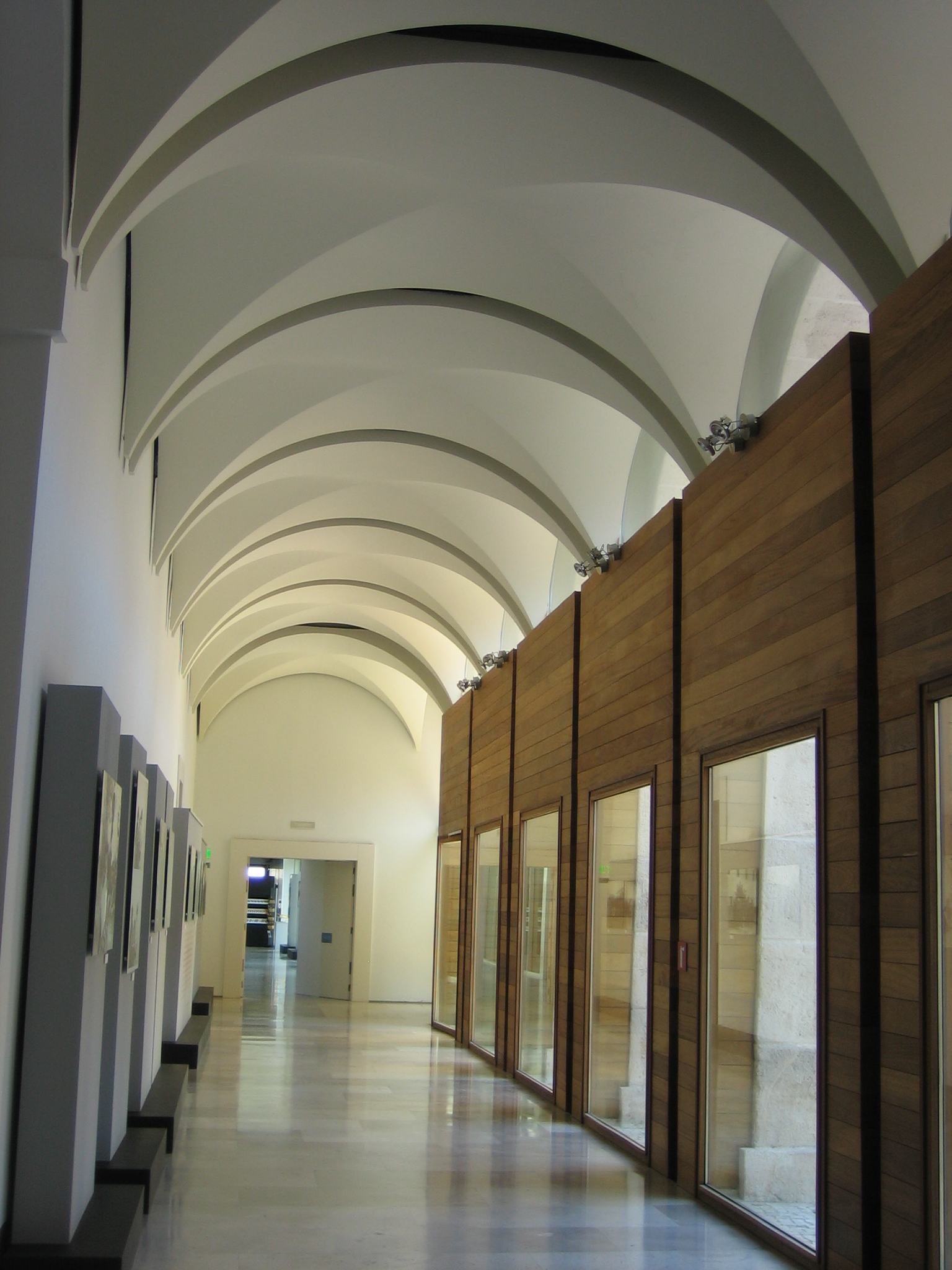
Galería de planta baja del claustro.
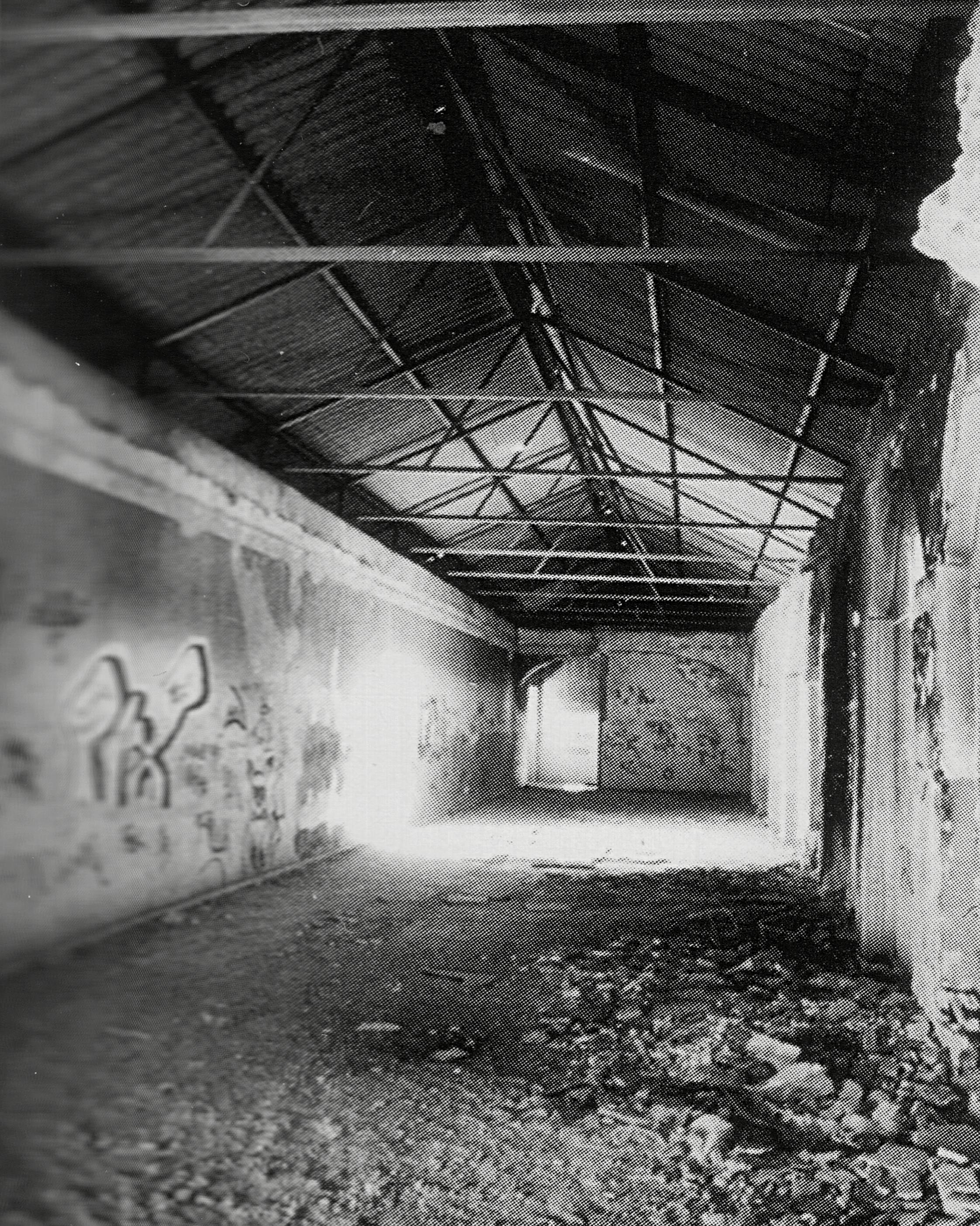
Galería de planta primera del claustro.
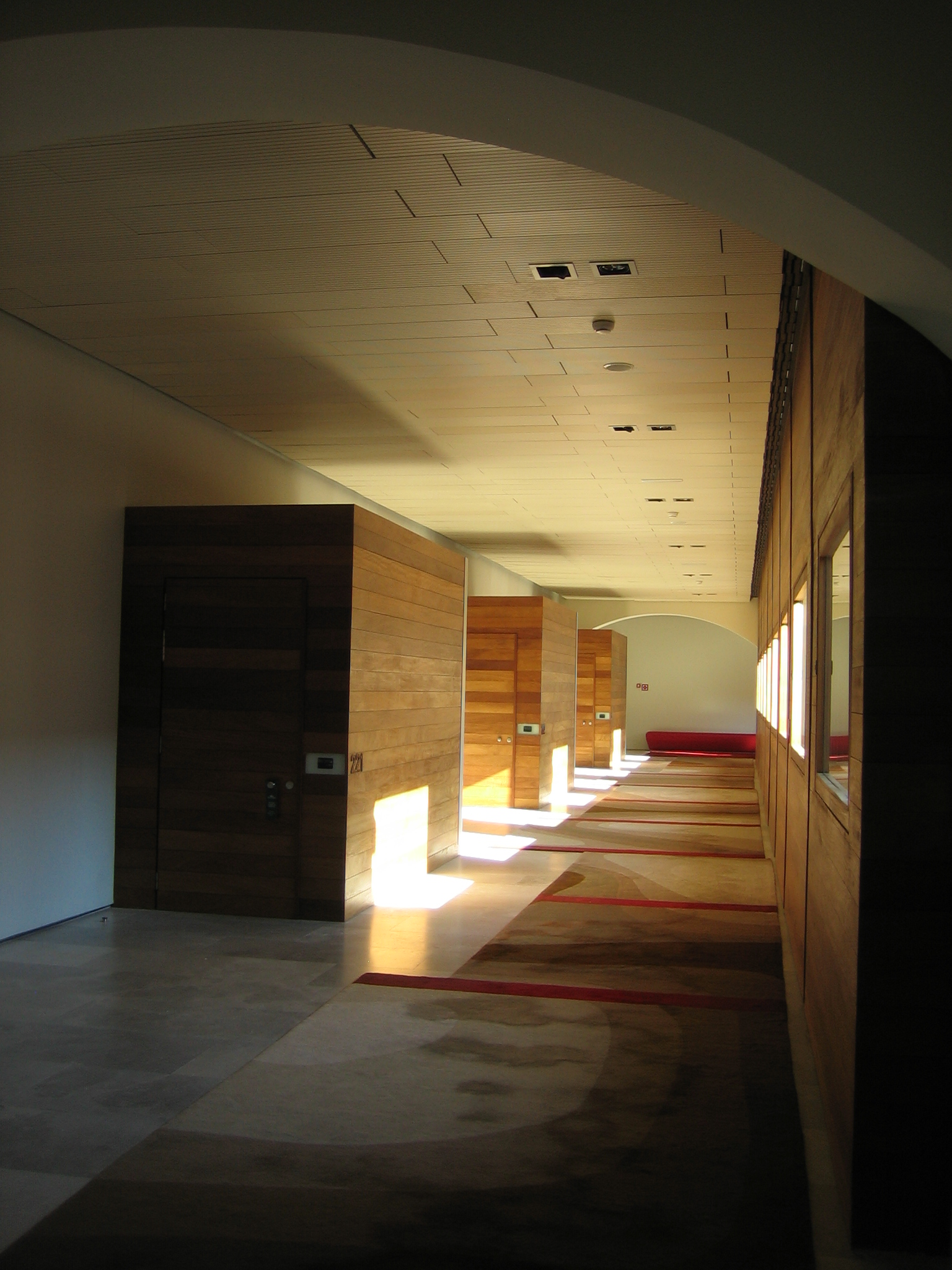
Galería de planta primera del claustro.
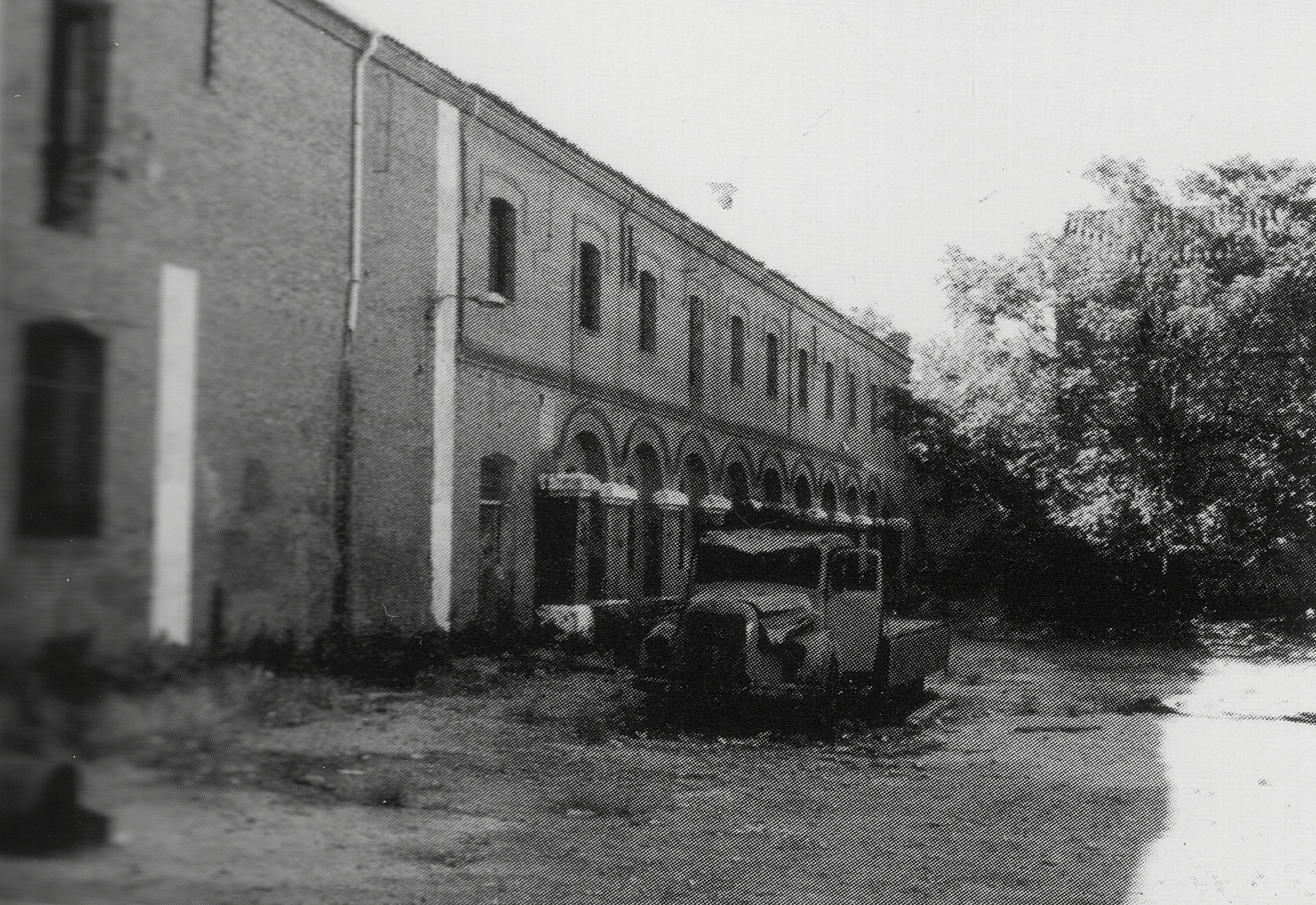
Espacio original donde se ubica el nuevo claustro.
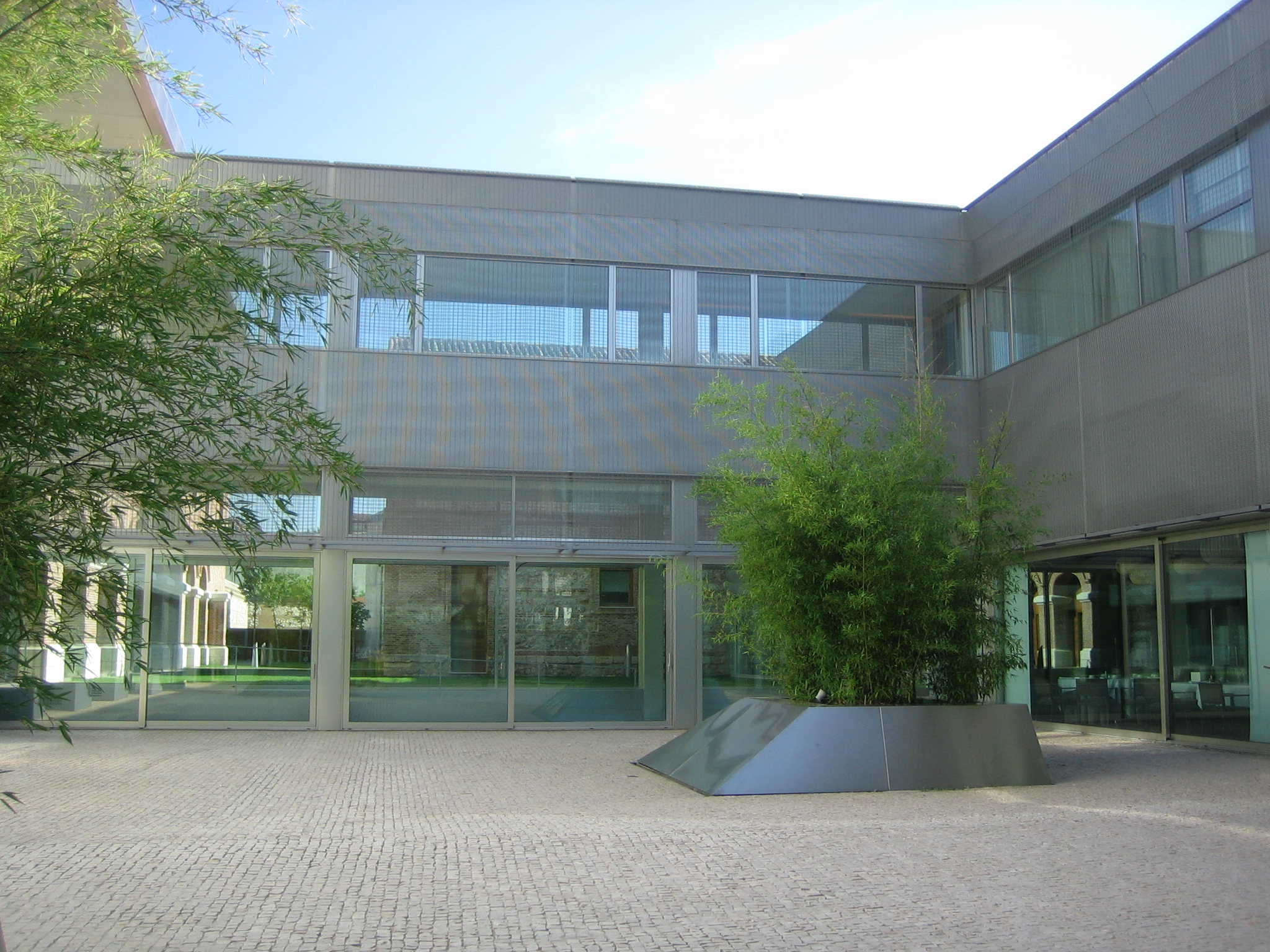
Nuevo claustro.
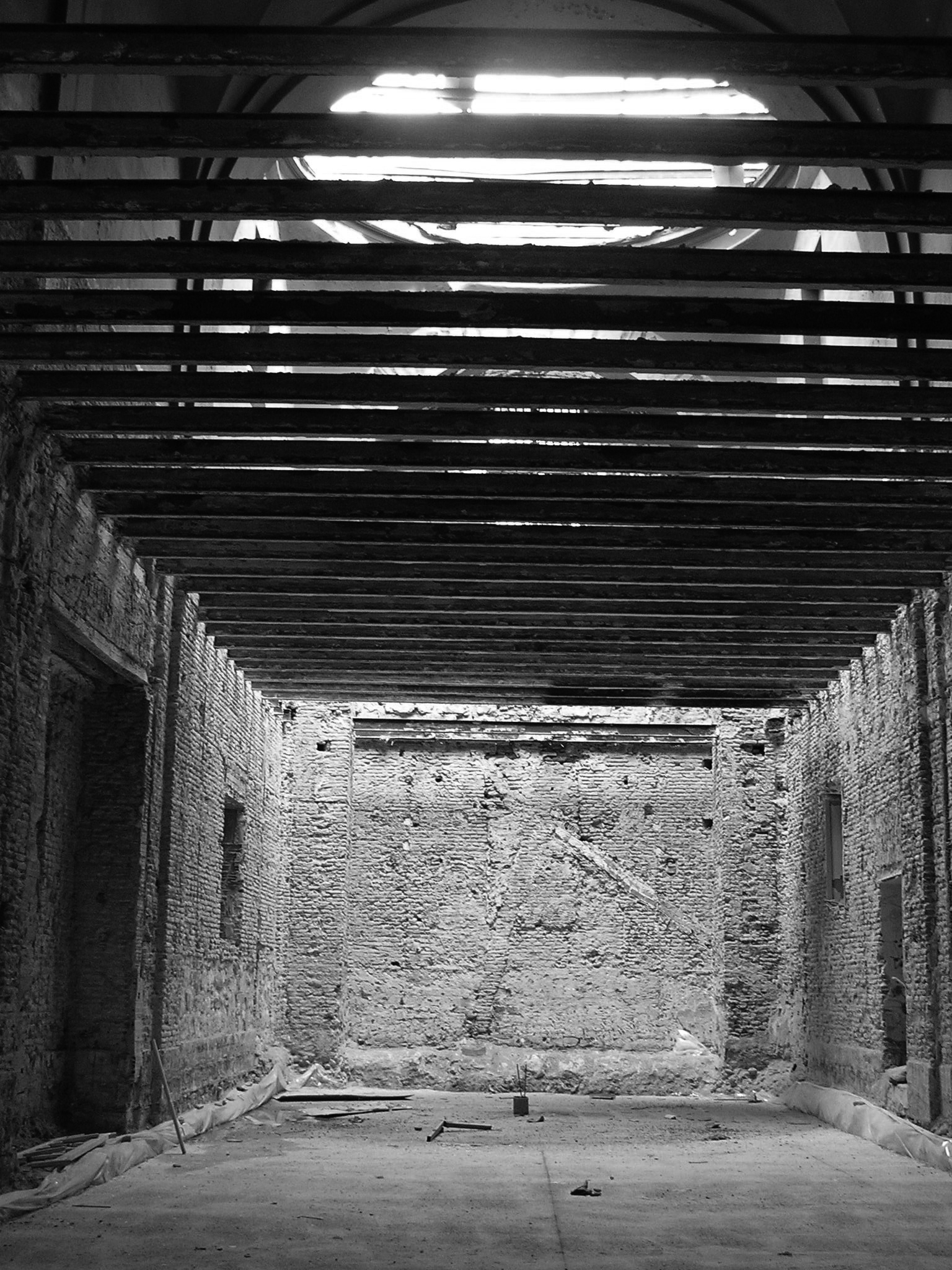
Nave de la iglesia.
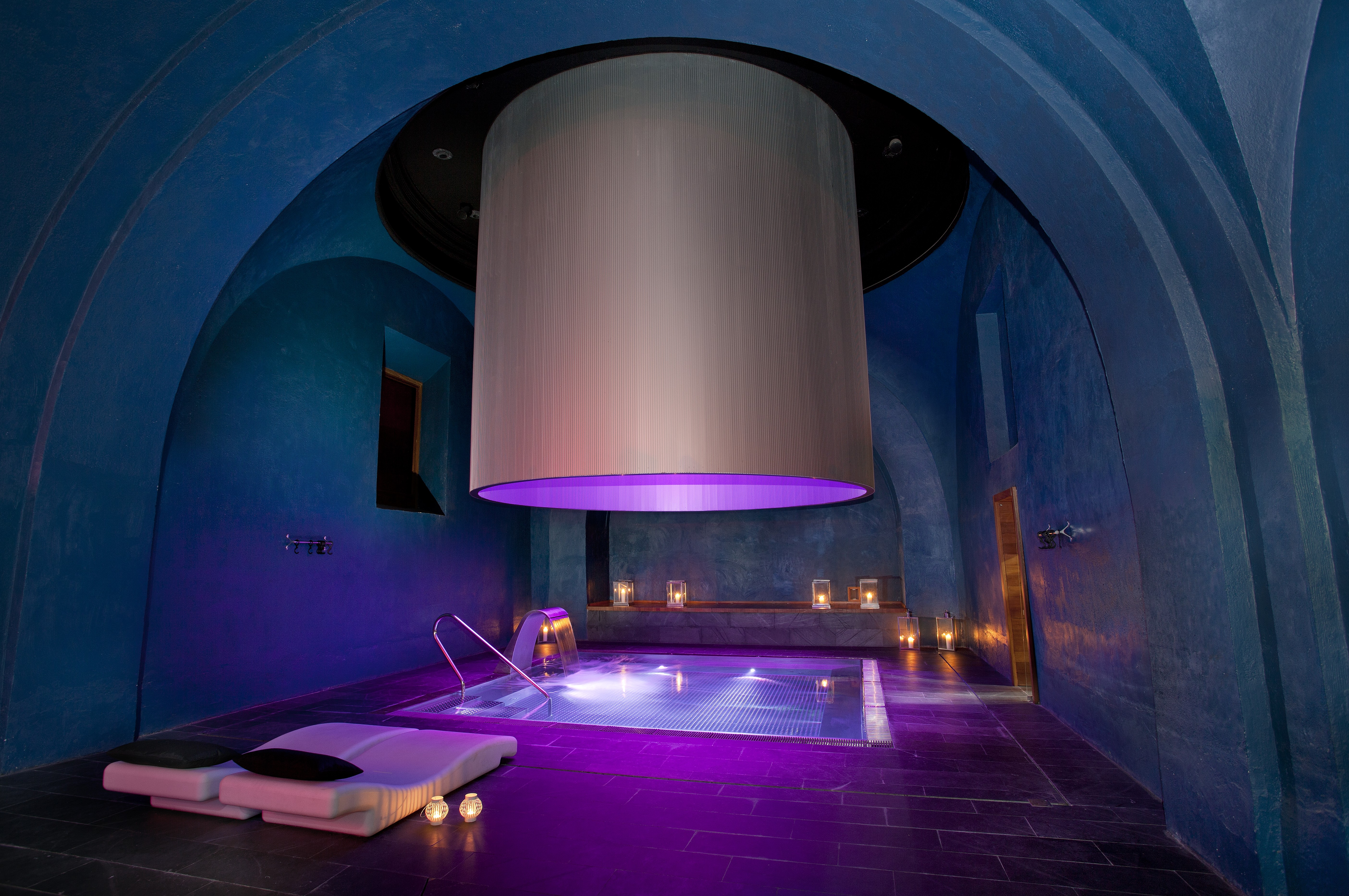
Nave de la iglesia.
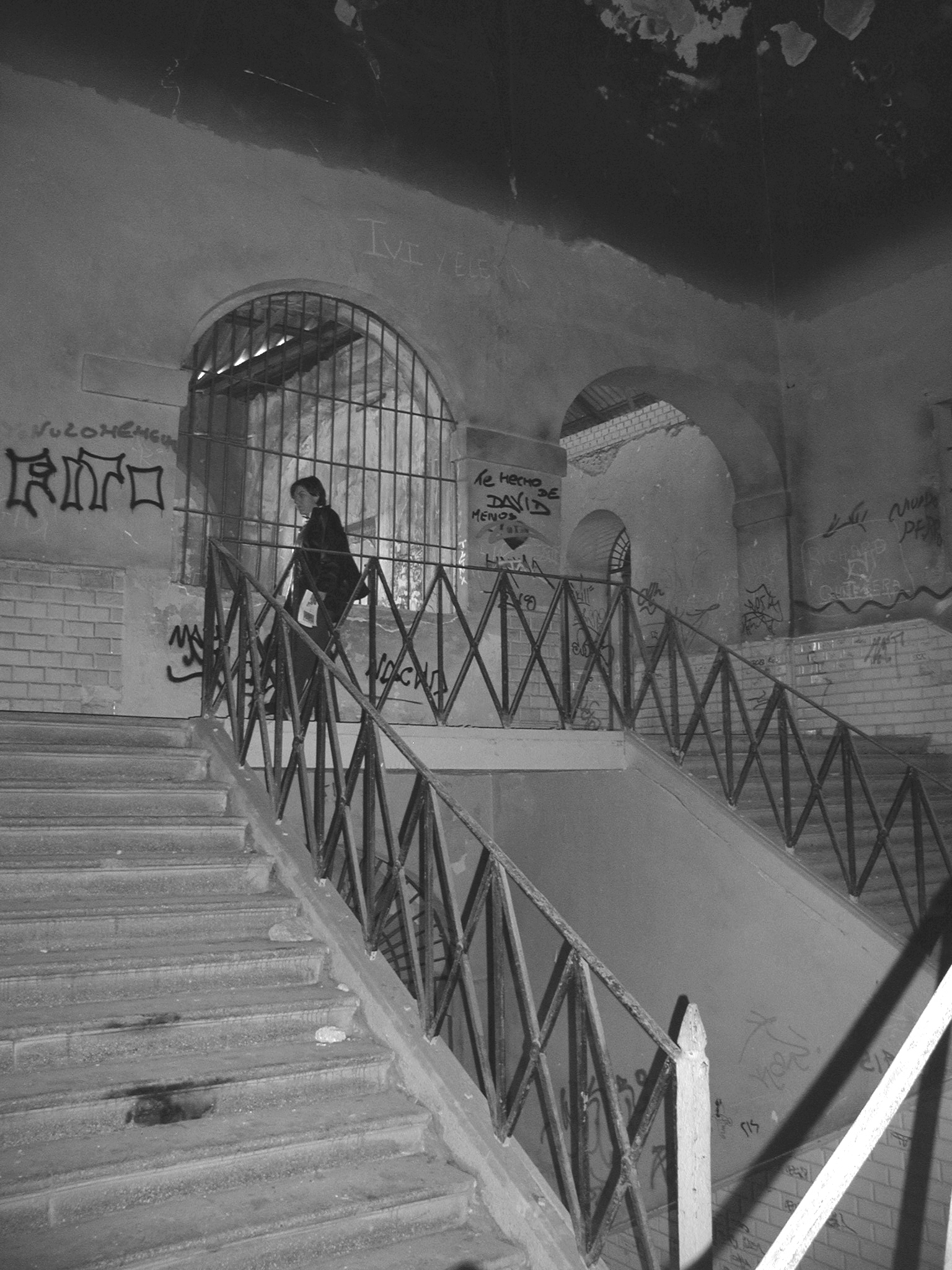
Escalera del claustro.
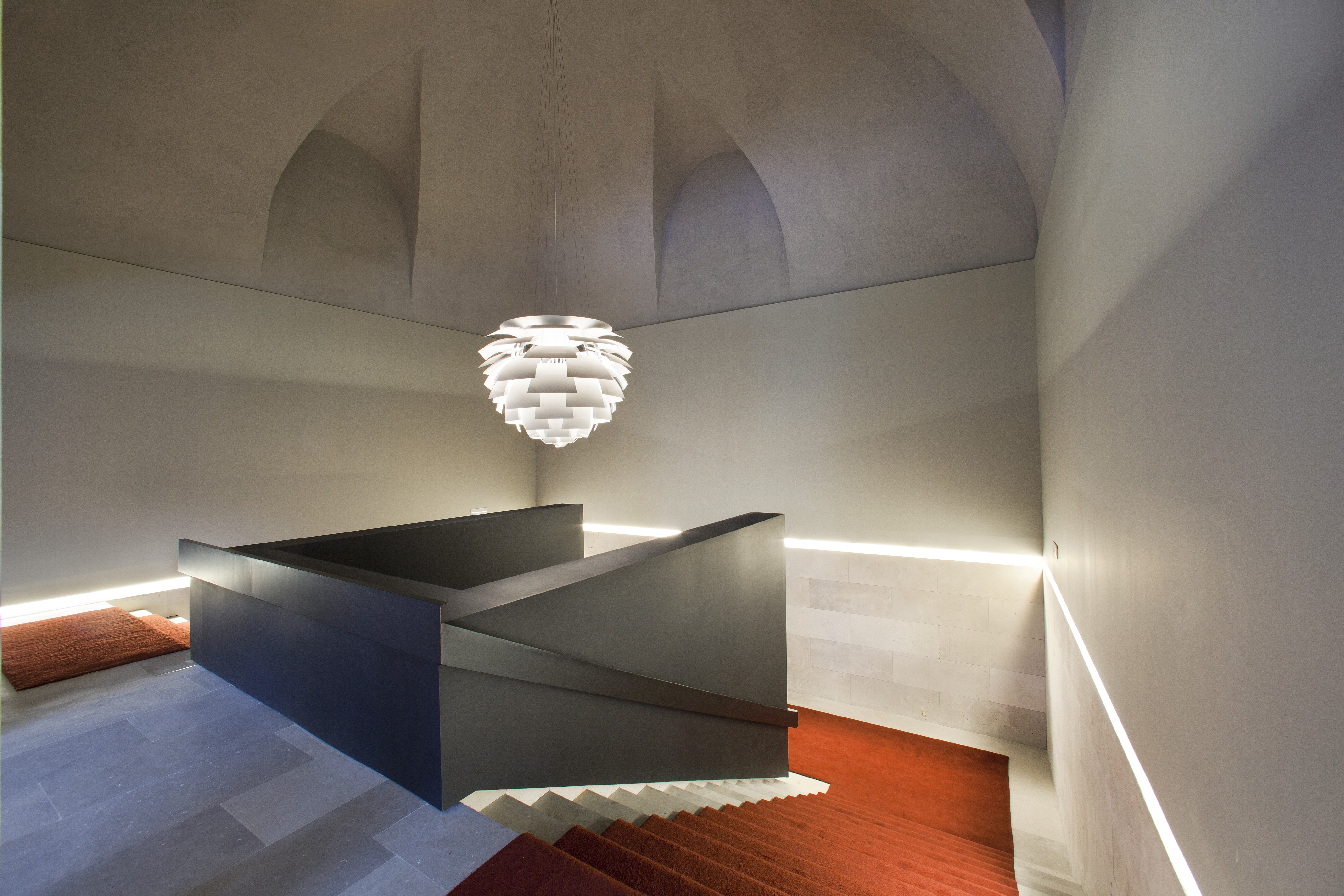
Escalera del claustro.

## Proyecto arquitectónico

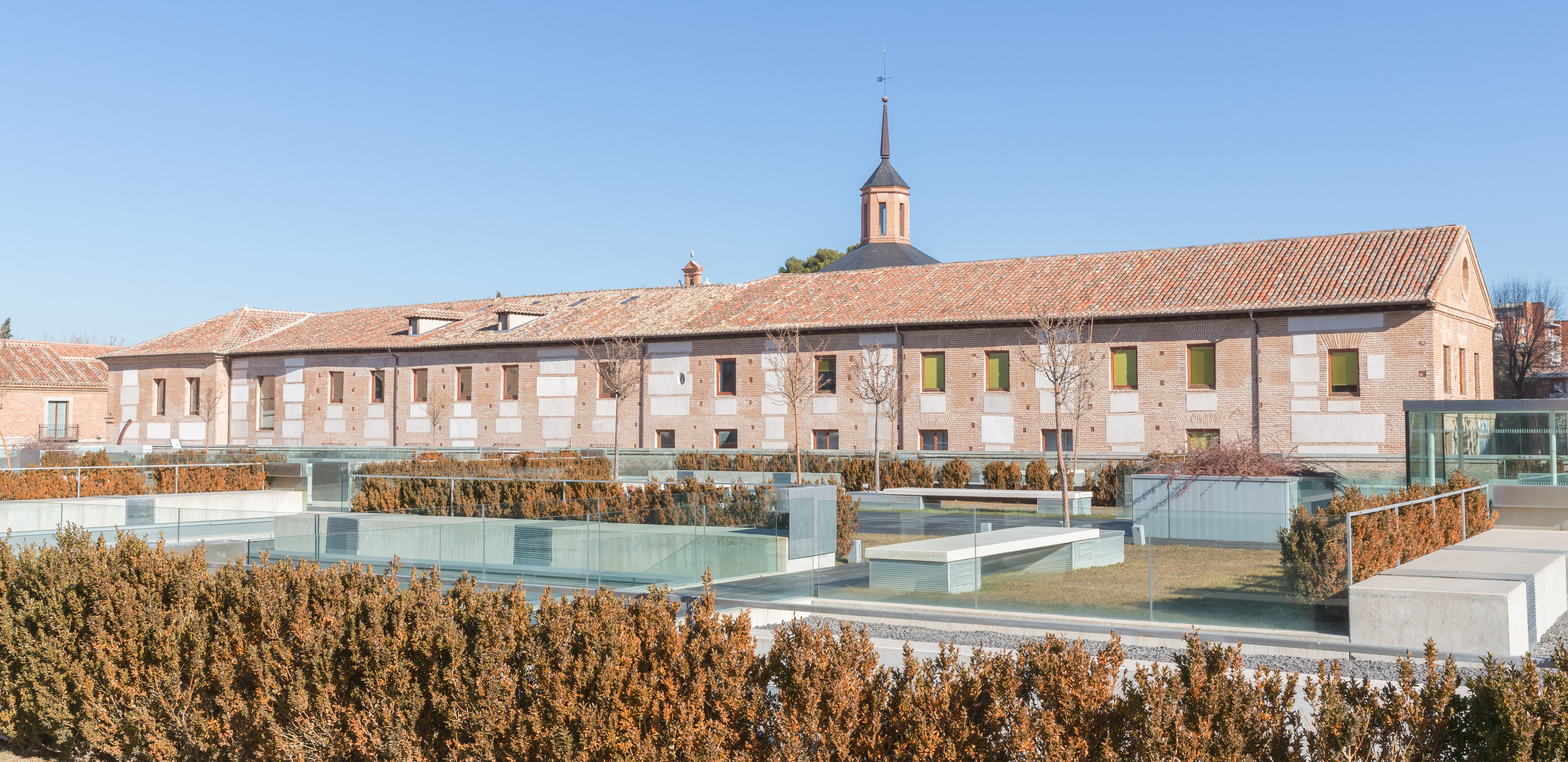
Vista desde la parte superior.

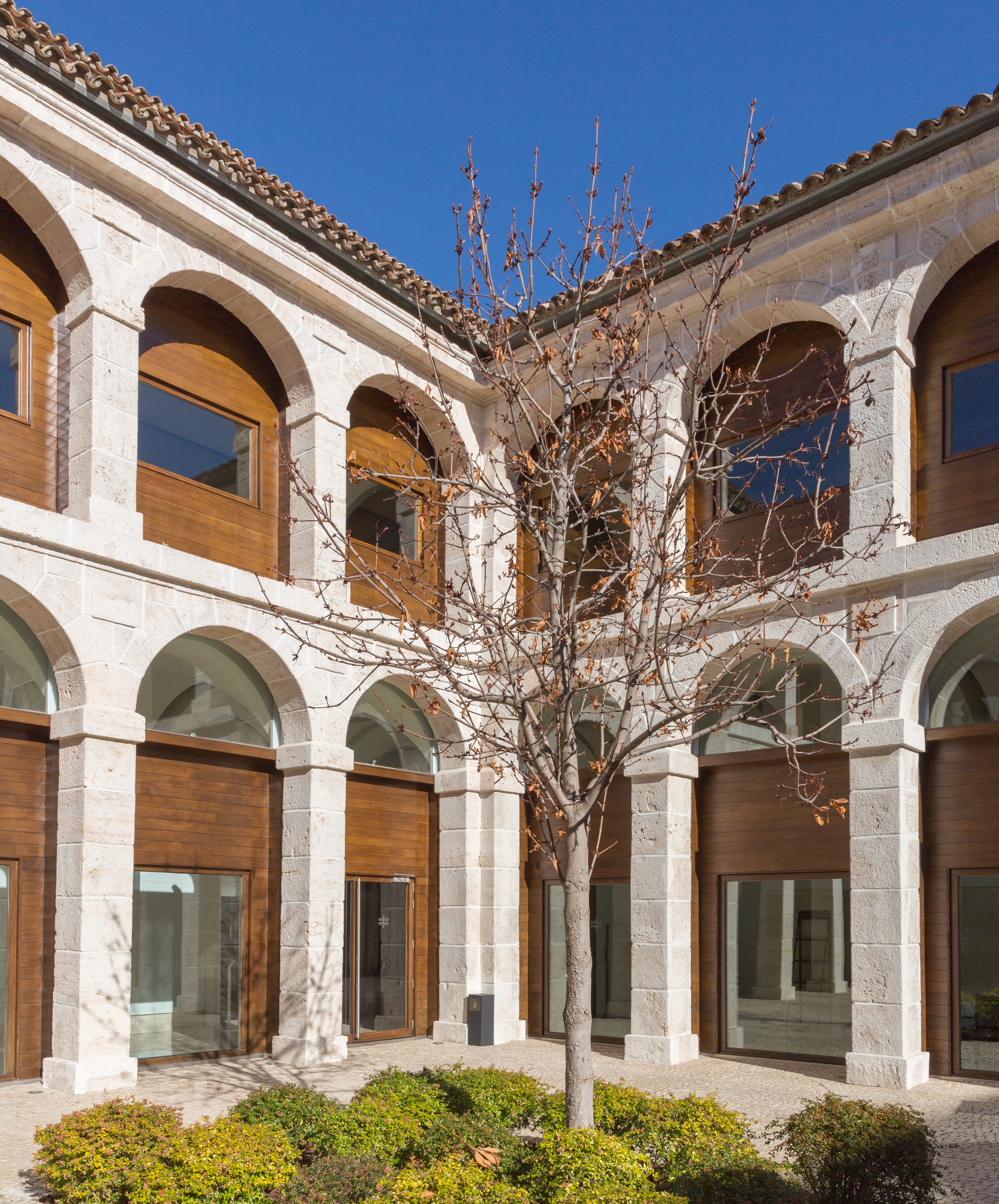
Perspectiva del claustro después de su remodelación.

La obra del Parador de Alcalá es el resultado de un largo proceso de todo un equipo y que comienza con la iniciativa tomada por Paradores de Turismo al convocar un concurso al cual invita a un nutrido grupo de importantes estudios de arquitectura españoles.
Paradores apuesta, por tanto, por un proyecto arquitectónico de calidad para un emplazamiento complejo y delicado como es el conjunto del antiguo Colegio de Santo Tomás, edificio de finales del siglo XVI y que ha tenido como último uso el de centro penitenciario hasta hace muy pocos años, cuando debido a un incendio quedó abandonado.
El proyecto que ha hecho posible este nuevo parador ha tenido un amplio reconocimiento nacional e internacional, culminando con su exposición en el Museo de Arte Moderno de Nueva York,  dentro de la muestra de arquitectura moderna en España, titulada  “On Site”.
El conjunto del antiguo Colegio de Santo Tomás está formado por una iglesia y un claustro adosado a ella siguiendo la traza y esquema habitual de la arquitectura conventual española. Contiguo a la edificación y ocupando el resto del solar existe un espacio limitado por una tapia perimetral original que constituía la antigua huerta y jardín del conjunto monacal.
La obra realizada tiene como estrategia recuperar esa dualidad de edificio claustral y el espacio ajardinado vinculado a él. Es desde esta premisa de donde surge el lema de la propuesta que se ha llevado a término: construir un “jardín tallado”, en donde la edificación necesaria para completar el programa del nuevo parador se extiende sin sobrepasar la altura de la tapia perimetral antigua bajo un extenso jardín perforado, tallado, por múltiples y diversos patios que generarán una interesante variedad de espacios de habitación vinculados a ellos.
Un planteamiento que responde a la gran preocupación manifestada por los responsables del Ayuntamiento y de Patrimonio sobre cómo debe ser el edificio que emerja en el solar del antiguo colegio y como se insertará entre los edificios históricos colindantes.
El proyecto del equipo de arquitectura de María José Aranguren López y José González Gallegos oculta la moderna edificación hotelera, al quedar por debajo del jardín de la huerta y tras la tapia que lo limita con la ciudad. Y, a su vez, recupera las antiguas trazas del conjunto del Colegio de Santo Tomás.
Ante la presencia de un viejo edificio se crea una nueva atmósfera. Hay que “re-presentar” (volver a poner en presente) la antigua arquitectura con mecanismos y lenguajes de nuestra cultura contemporánea. No sólo restaurar o rehabilitar, sino revitalizar.
La aproximación al antiguo Colegio de Santo Tomás se realiza como doctores dispuestos a sanar y recuperar la salud de su enfermo. Mediante “injertos” de nueva arquitectura se han ido resolviendo las patologías existentes. Casi como en unas sesiones de acupuntura, se han utilizado, como agujas, fragmentos de arquitectura contemporánea para revitalizar al viejo organismo, al desmembrado edificio.
La arquitectura heredada del Colegio de Santo Tomás se recupera hasta dejarla en su estado original, para posteriormente plantear una intervención con voluntad de contemporaneidad basada en la búsqueda del contraste, de las diferencias que ayudan a poner en valor y realzar lo ya existente: la ruina y el vidrio, la madera y el metal, la oscuridad frente a la luz…
Se trabaja con dos tiempos, lo antiguo frente a lo nuevo, en un proceso de ir descubriendo y limpiando la arquitectura que ya existe, e ir decidiendo qué otras soluciones constructivas y arquitectónicas la han de acompañar y completar.
En el Parador de Alcalá se opera por superposición, casi como en una revisión romántica de la restauración, la ruina, el fragmento del pasado, se expresa y realza con la presencia de nuevos elementos contemporáneos que incorporan nuevos materiales. Se produce el contraste, la relación “figura-fondo”.
Con este espíritu se recupera el antiguo claustro y se cierran sus arcadas con nuevas carpinterías de madera retranqueadas respecto al frente de sillares de piedra, con un lenguaje actual. Así mismo se inserta en la escalera principal, que une las dos plantas del claustro, muy deteriorada y desfigurada por sus anteriores usos, un volumen cúbico metálico negro que revitaliza e imprime un nuevo carácter a este espacio singular heredado.
La necesidad de alojar una gran superficie destinada a salones y comedores se resuelve duplicando el actual claustro con otro análogo y contiguo que produce una secuencia de tres salones-comedores con los dos claustros intermedios. Este nuevo claustro tiene unos frentes de carácter metálico y contemporáneo, con celosías de malla de acero que operan como filtros conventuales entre este nuevo patio central y los espacios exteriores continuos.
Existen unos edificios lineales construidos a finales del siglo XIX cuando el Colegio de Santo Tomás fue un cuartel militar con unas fachadas de arcadas y grandes ventanales que se mantiene, tal y como requiere su condición de edificios protegidos. Una vez preservadas sus fachadas y crujías estructurales, las cubiertas son otras, como las horizontales que realizadas con esquema en L, optimizando el aprovechamiento de las plantas superiores, volando sobre las fachadas, ahora más valoradas por el fuerte contraste entre el ladrillo existente y el acero y vidrio de la nueva construcción. En la fachada posterior se crea una nueva piel envolvente más neutra que opera como filtro en celosía de las habitaciones alojadas en su interior protegidas así de la proximidad con el jardín tallado contiguo.
La solución adoptada de grandes superficies de patios y jardines, vinculados a las habitaciones del hotel, responde al deseo de ofertar unos nuevos espacios sensibles a las mayores preocupaciones medioambientales. Un edificio horizontal y verde frente a otra posible alternativa de edificio vertical con fachadas y en altura.
Se consigue así un recinto en el que, guiado por sus trazas antiguas, se aproxima al visitante a una mejor comprensión del mundo de claustros y patios que construye toda la ciudad de Alcalá de Henares, y a la vez le pone en relación con un entendimiento contemporáneo y moderno de la arquitectura.

## Elementos decorativos

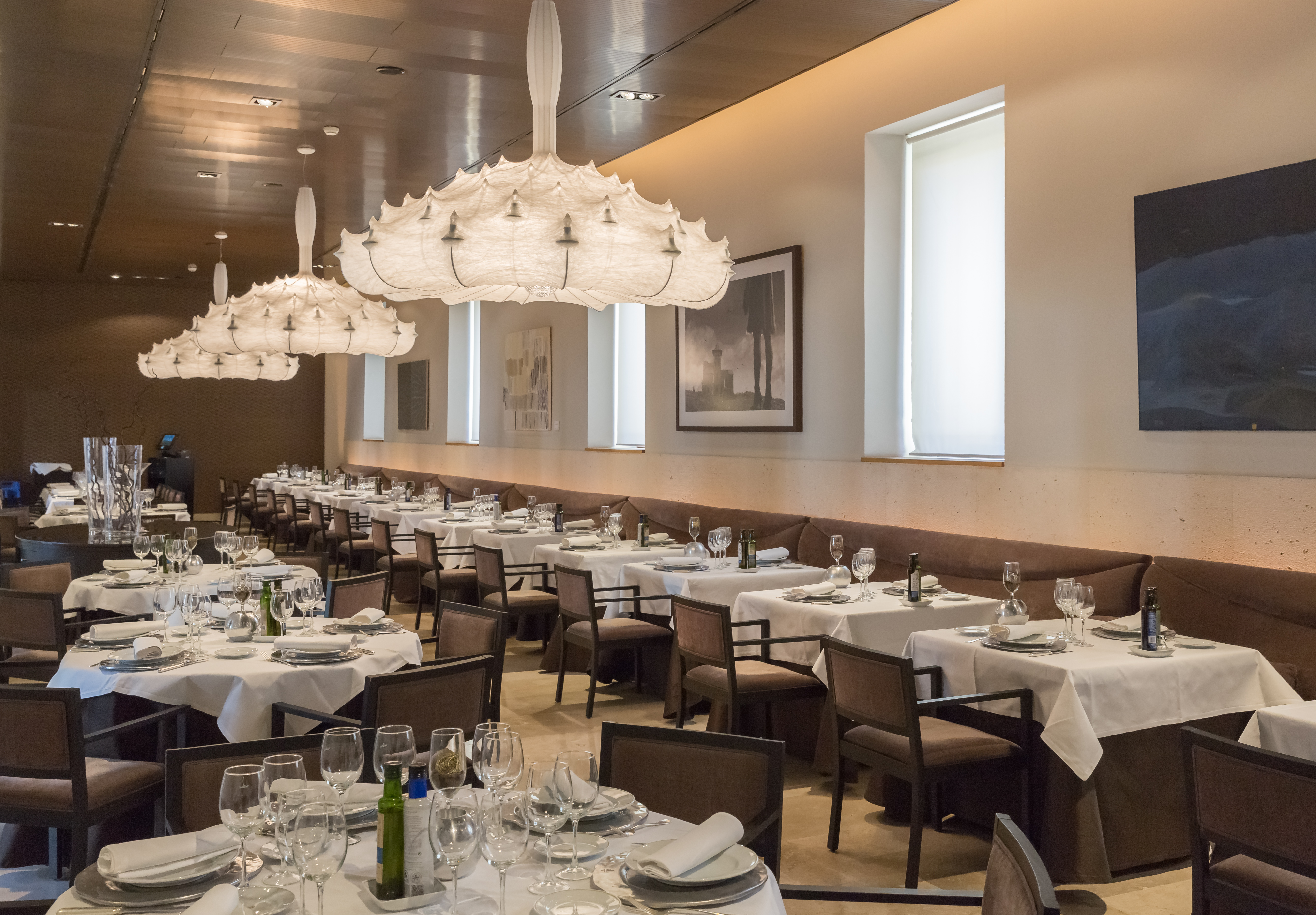
Restaurante.

El carácter de la arquitectura y el estilo del lugar sirven como punto de referencia para la decoración, simbiosis de diseño contemporáneo. La paleta de colores va desde las tonalidades arenas, grises, y beiges hasta los marrones intensos, con toques puntuales de color. La combinación de materiales nobles en la fabricación del mobiliario (madera, cuero, piedra, cristal, metal y lana), la filtración de la luz natural a través de las celosías, la aplicación de tecnologías en iluminación y climatización logra un ambiente equilibrado y atemporal.

## Reconocimientos
- 2006: Exposición en el MOMA “On site: New Architecture in Spain”
- 2008: Premio de Arquitectura Ciudad de Alcalá.[6]
- 2009: 2º Premio Ciudades Patrimonio de la Humanidad a la intervención en el patrimonio.
- 2010: Premio Nacional AR&PA 2010 por la rehabilitación del antiguo Convento de Santo Tomás en Alcalá de Henares, otorgado por la Junta de Castilla y León.[7]
- 2011: IX edición de los Premios a la Iniciativa Hotelera: Mejor hotel español de congresos y convenciones según la revista "Gran Hotel Turismo"